# دينتوبيا

دينتوبيا

دينتوبيا (بالإنجليزية: Dinotopia)‏ هي سلسلة كتب لقصص الأطفال الخيالية وألتي كتبت ورسمت من قبل الكاتب جيمس غورني، وكانت تتكلم القصص عن جزيرة خيالية معزولة يعيش بها البشر برفقة الديناصورات. تم نشر الكتاب في سنة 1992م، وترجمت إلى 18 لغة وبيعت حوالي مليونين نسخة حول 30 دولة في العالم. وكل من كتابي دينتوبيا: أرض خارج الزمن وكتاب دينتوبيا: العالم التحتي فازا بجائزة هوغو.

## الكتب
- دينتوبيا: أرض خارج الزمن (1992)
- دينتوبيا: العالم التحتي (1995)
- دينتوبيا: أول طيران (1999)
- دينتوبيا: جولة إلى تشاندرا (2007)